# Bonnefont
Pour les articles homonymes, voir Bonnefont (homonymie).
Pour les articles ayant des titres homophones, voir Bonnefond (homonymie), Bonnefons et Bonnefon.
Bonnefont est une commune française située dans le nord-est du département des Hautes-Pyrénées, en région Occitanie. Sur le plan historique et culturel, la commune est dans l’ancien comté de Bigorre, comté historique des Pyrénées françaises et de Gascogne.
Exposée à un climat océanique altéré, elle est drainée par la Baïse, le Lizon, le ruisseau du Léoup et par divers autres petits cours d'eau. La commune possède un patrimoine naturel remarquable composé de trois zones naturelles d'intérêt écologique, faunistique et floristique.
Bonnefont est une commune rurale qui compte 319 habitants en 2022, après avoir connu un pic de population de 1 150 habitants en 1851. Ses habitants sont appelés les Bonnefontois ou  Bonnefontoises.

## Géographie

### Localisation
La commune de Bonnefont se trouve dans le département des Hautes-Pyrénées, en région Occitanie.
Elle se situe à 22 km à vol d'oiseau de Tarbes, préfecture du département, et à 8 km de Trie-sur-Baïse, bureau centralisateur du canton des Coteaux dont dépend la commune depuis 2015 pour les élections départementales.
La commune fait en outre partie du bassin de vie de Trie-sur-Baïse.
Les communes les plus proches sont : 
Lustar (2,3 km), Bugard (2,8 km), Sentous (3,1 km), Montastruc (3,6 km), Libaros (3,7 km), Villembits (4,3 km), Tournous-Darré (4,3 km), Sère-Rustaing (4,4 km).
Sur le plan historique et culturel, Bonnefont fait partie de l’ancien comté de Bigorre, comté historique des Pyrénées françaises et de Gascogne créé au IXe siècle puis rattaché au domaine royal en 1302, inclus ensuite au comté de Foix en 1425 puis une nouvelle fois rattaché au royaume de France en 1607. La commune est dans le pays de Tarbes et de la Haute Bigorre.
Les communes limitrophes sont Lustar, Bernadets-Dessus, Bugard, Libaros, Montastruc, Orieux et Sentous.
| Bugard           | Lustar     | Sentous |
| Orieux           | Bonnefont  | Libaros |
| Bernadets-Dessus | Montastruc |         |

### Hydrographie

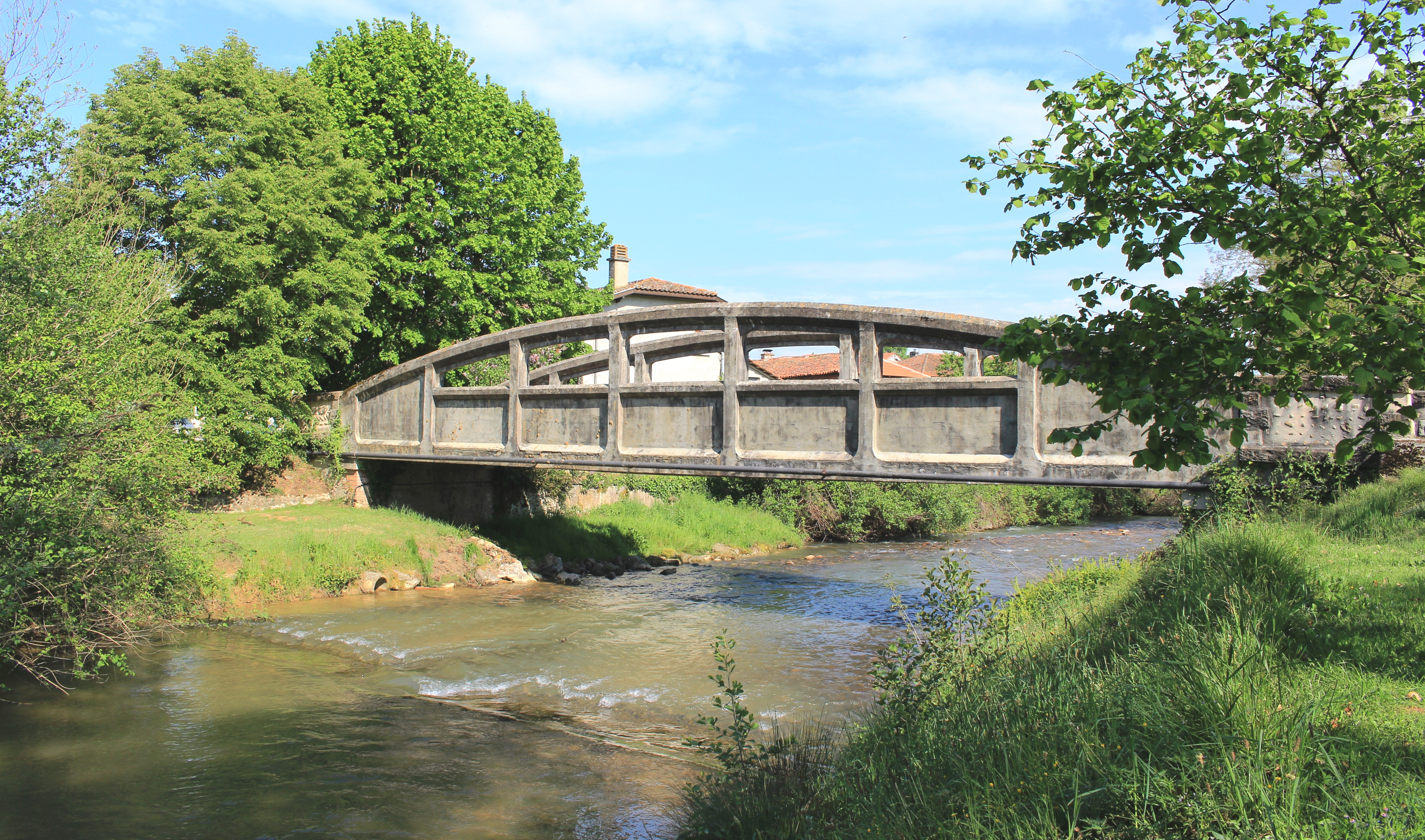
Le pont au-dessus de la Baïse.

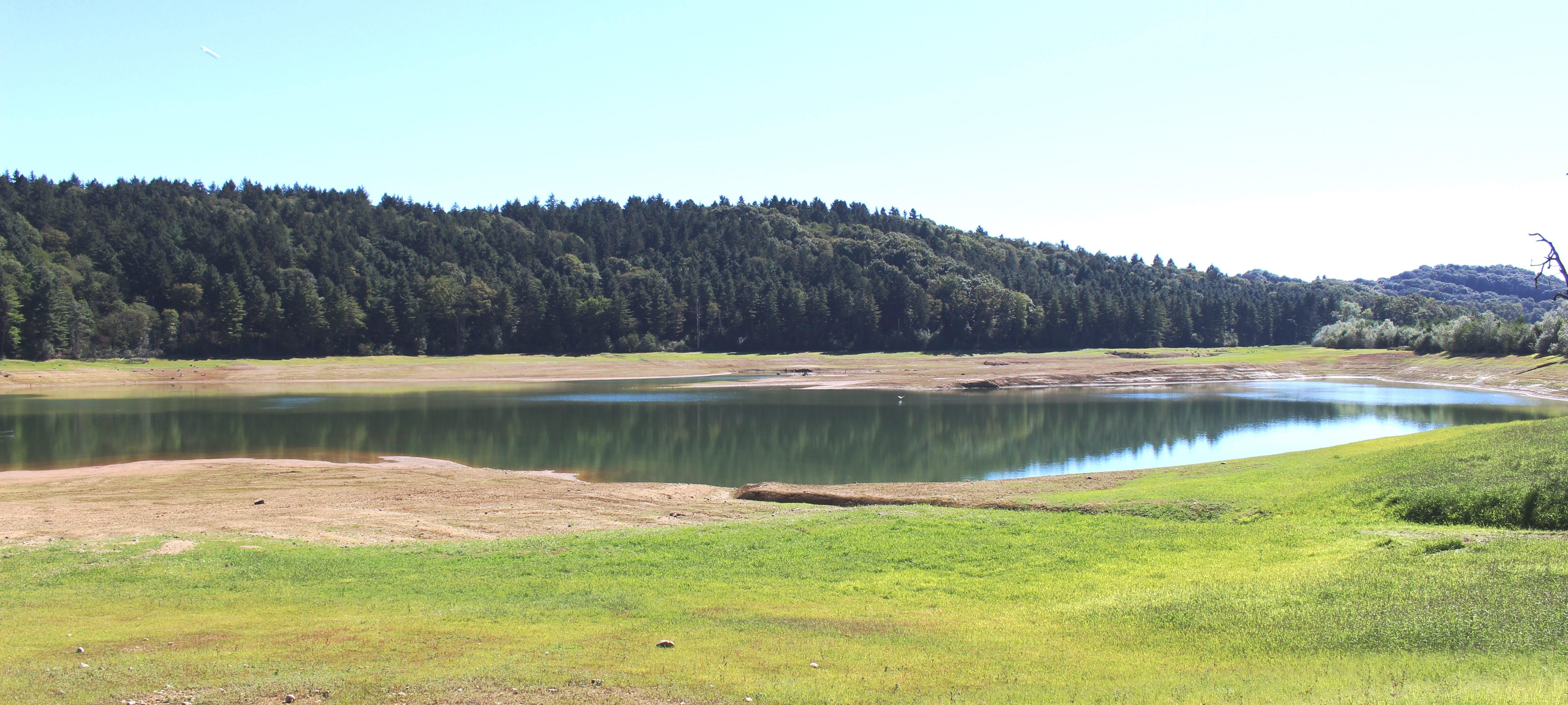
Le réservoir du Lizon à Bonnefont.

Elle est drainée par le Baïse, le Lizon, le ruisseau du Léoup, un bras de la Baïse, le ruisseau de Mézères et par deux petits cours d'eau, constituant un réseau hydrographique de 15 km de longueur totale,.
Le Baïse, d'une longueur totale de 187,6 km, prend sa source dans la commune de Capvern et s'écoule du sud vers le nord. Il traverse la commune et se jette dans la Garonne à Saint-Léger, après avoir traversé 52 communes.
Le Lizon, d'une longueur totale de 13,7 km, prend sa source dans la commune de Bernadets-Dessus et s'écoule du sud vers le nord. Il traverse la commune et se jette dans la Baïse à Tournous-Darré, après avoir traversé 11 communes.

### Climat
Le climat est tempéré de type océanique, en raison de l'influence proche de l'océan Atlantique situé à peu près 150 km plus à l'ouest. La proximité des Pyrénées fait que la commune profite d'un effet de foehn, il peut aussi y neiger en hiver, même si cela reste inhabituel.
| Mois                              | jan.  | fév.  | mars  | avril | mai   | juin  | jui.  | août  | sep.  | oct.  | nov.  | déc.  | année   |
| --------------------------------- | ----- | ----- | ----- | ----- | ----- | ----- | ----- | ----- | ----- | ----- | ----- | ----- | ------- |
| Température minimale moyenne (°C) | 1     | 2     | 4     | 6     | 9     | 13    | 15    | 15    | 12    | 9     | 4     | 2     | 7,7     |
| Température moyenne (°C)          | 5,2   | 5,6   | 8,4   | 10,1  | 13,8  | 17,8  | 18,6  | 18,8  | 16,4  | 13,5  | 7,5   | 5,5   | 11,8    |
| Température maximale moyenne (°C) | 10    | 11    | 14    | 15    | 19    | 22    | 25    | 25    | 23    | 19    | 14    | 11    | 17,3    |
| Ensoleillement (h)                | 108,8 | 118,8 | 155,6 | 157,2 | 181,3 | 191,5 | 215,5 | 196,4 | 194,5 | 164,4 | 124,4 | 104,4 | 1 912,8 |
| Précipitations (mm)               | 98,6  | 63,3  | 99    | 108,2 | 137   | 87,1  | 72,6  | 70,5  | 69,5  | 81,9  | 101,4 | 97,4  | 1 086   |

### Milieux naturels et biodiversité
L’inventaire des zones naturelles d'intérêt écologique, faunistique et floristique (ZNIEFF) a pour objectif de réaliser une couverture des zones les plus intéressantes sur le plan écologique, essentiellement dans la perspective d’améliorer la connaissance du patrimoine naturel national et de fournir aux différents décideurs un outil d’aide à la prise en compte de l’environnement dans l’aménagement du territoire.
Une ZNIEFF de type 1 est recensée sur la commune :
les « landes du Bédat et de Sainte-Barbe » (13 ha) et deux ZNIEFF de type 2, : 
- le « coteau de la Baïse de Montastruc à Trie-sur-Baïse » (830 ha), couvrant 6 communes du département[11] ;
- le « coteau en rive droite du Lizon de Burg à Lustar » (778 ha), couvrant 9 communes du département[12].

## Urbanisme

### Typologie
Au 1er janvier 2024, Bonnefont est catégorisée commune rurale à habitat très dispersé, selon la nouvelle grille communale de densité à sept niveaux définie par l'Insee en 2022.
Elle est située hors unité urbaine et hors attraction des villes,.

### Occupation des sols
L'occupation des sols de la commune, telle qu'elle ressort de la base de données européenne d’occupation biophysique des sols Corine Land Cover (CLC), est marquée par l'importance des territoires agricoles (70 % en 2018), une proportion identique à celle de 1990 (70 %). La répartition détaillée en 2018 est la suivante : 
zones agricoles hétérogènes (52,3 %), forêts (29,6 %), terres arables (17,8 %), eaux continentales (0,4 %).
L'IGN met par ailleurs à disposition un outil en ligne permettant de comparer l’évolution dans le temps de l’occupation des sols de la commune (ou de territoires à des échelles différentes). Plusieurs époques sont accessibles sous forme de cartes ou photos aériennes : la carte de Cassini (XVIIIe siècle), la carte d'état-major (1820-1866) et la période actuelle (1950 à aujourd'hui).

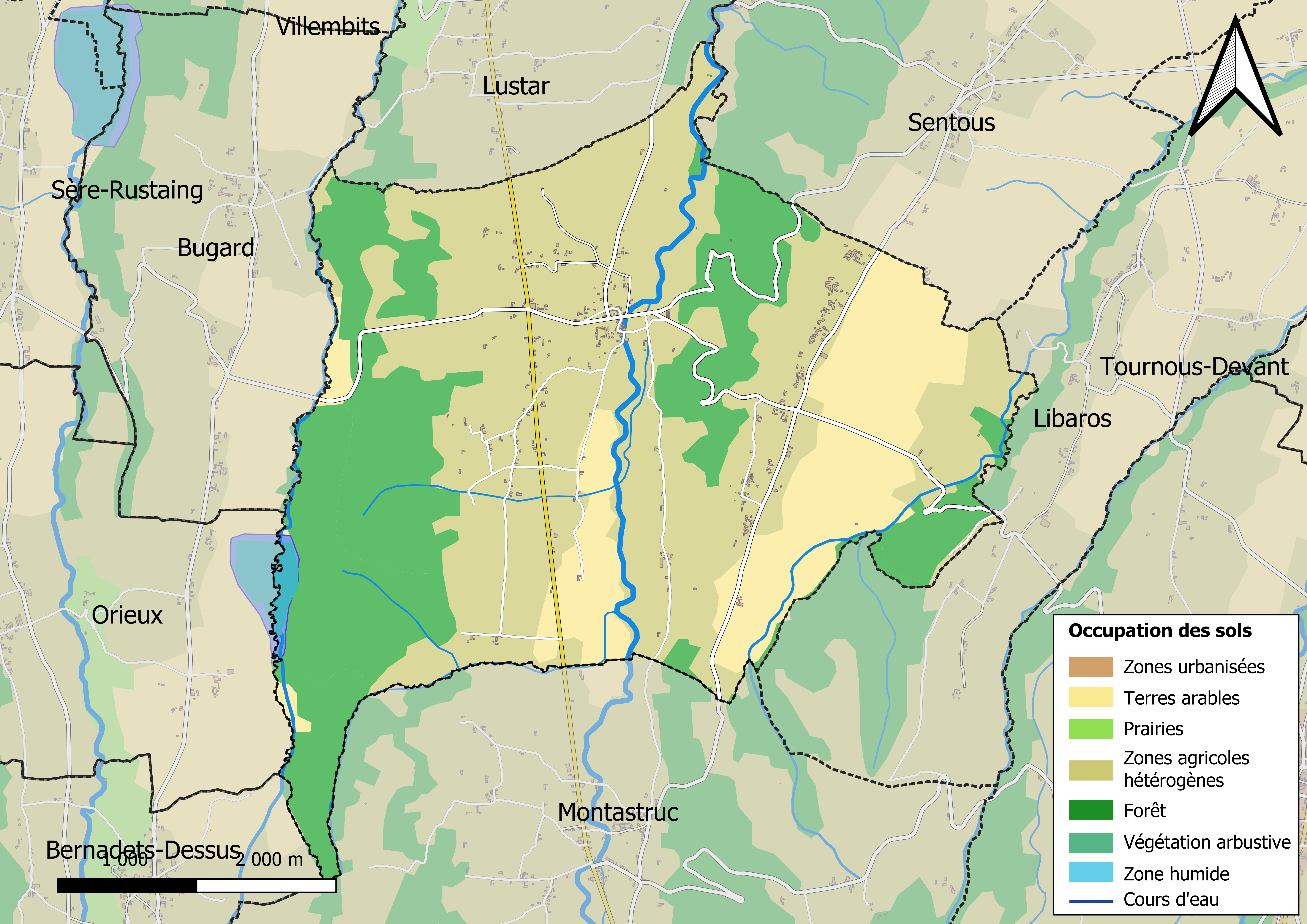
Carte des infrastructures et de l'occupation des sols en 2018 (CLC) de la commune.
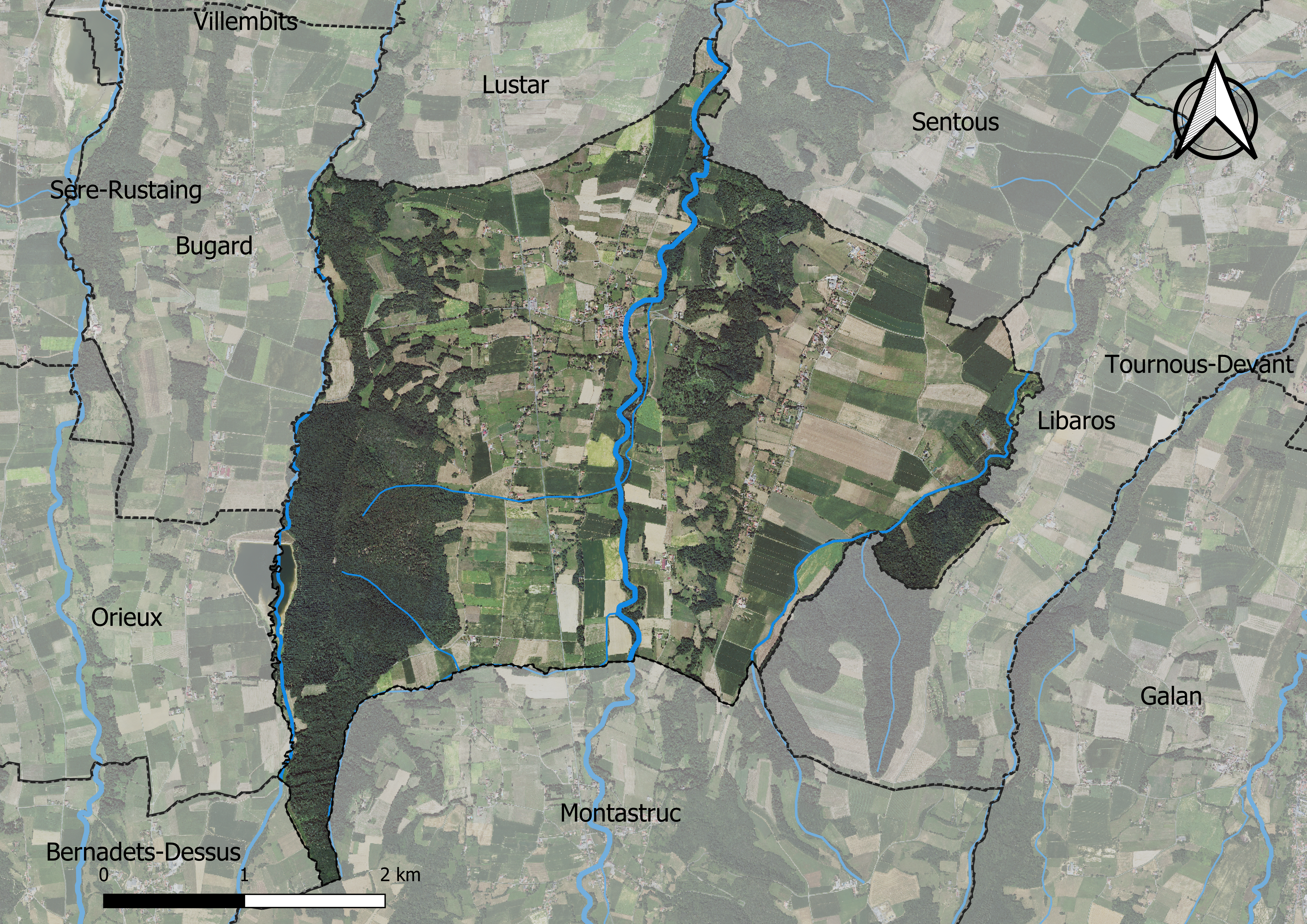
Carte orthophotogrammétrique de la commune.

### Logement
En 2012, le nombre total de logements dans la commune est de 187.

Parmi ces logements, 69,9 % sont des résidences principales, 21,6 % des résidences secondaires et 8,4 % des logements vacants.

### Voies de communication et transports
Cette commune est desservie par les routes départementales D 17 et D 21 et D 138.

### Risques majeurs
Le territoire de la commune de Bonnefont est vulnérable à différents aléas naturels : météorologiques (tempête, orage, neige, grand froid, canicule ou sécheresse), inondations, mouvements de terrains et séisme (sismicité modérée). Un site publié par le BRGM permet d'évaluer simplement et rapidement les risques d'un bien localisé soit par son adresse soit par le numéro de sa parcelle.
Certaines parties du territoire communal sont susceptibles d’être affectées par le risque d’inondation par débordement de cours d'eau, notamment la Baïse et le Lizon. La cartographie des zones inondables en ex-Midi-Pyrénées réalisée dans le cadre du XIe Contrat de plan État-région, visant à informer les citoyens et les décideurs sur le risque d’inondation, est accessible sur le site de la DREAL Occitanie. La commune a été reconnue en état de catastrophe naturelle au titre des dommages causés par les inondations et coulées de boue survenues en 1982, 1999, 2000 et 2009,.
Bonnefont est exposée au risque de feu de forêt. Un plan départemental de protection des forêts contre les incendies a été approuvé par arrêté préfectoral le 21 avril 2020 pour la période 2020-2029. Le précédent couvrait la période 2007-2017. L’emploi du feu est régi par deux types de réglementations. D’abord le code forestier et l’arrêté préfectoral du 27 octobre 2014, qui réglementent l’emploi du feu à moins de 200 m des espaces naturels combustibles sur l’ensemble du département. Ensuite celle établie dans le cadre de la lutte contre la pollution de l’air, qui interdit le brûlage des déchets verts des particuliers. L’écobuage est quant à lui réglementé dans le cadre de commissions locales d’écobuage (CLE)

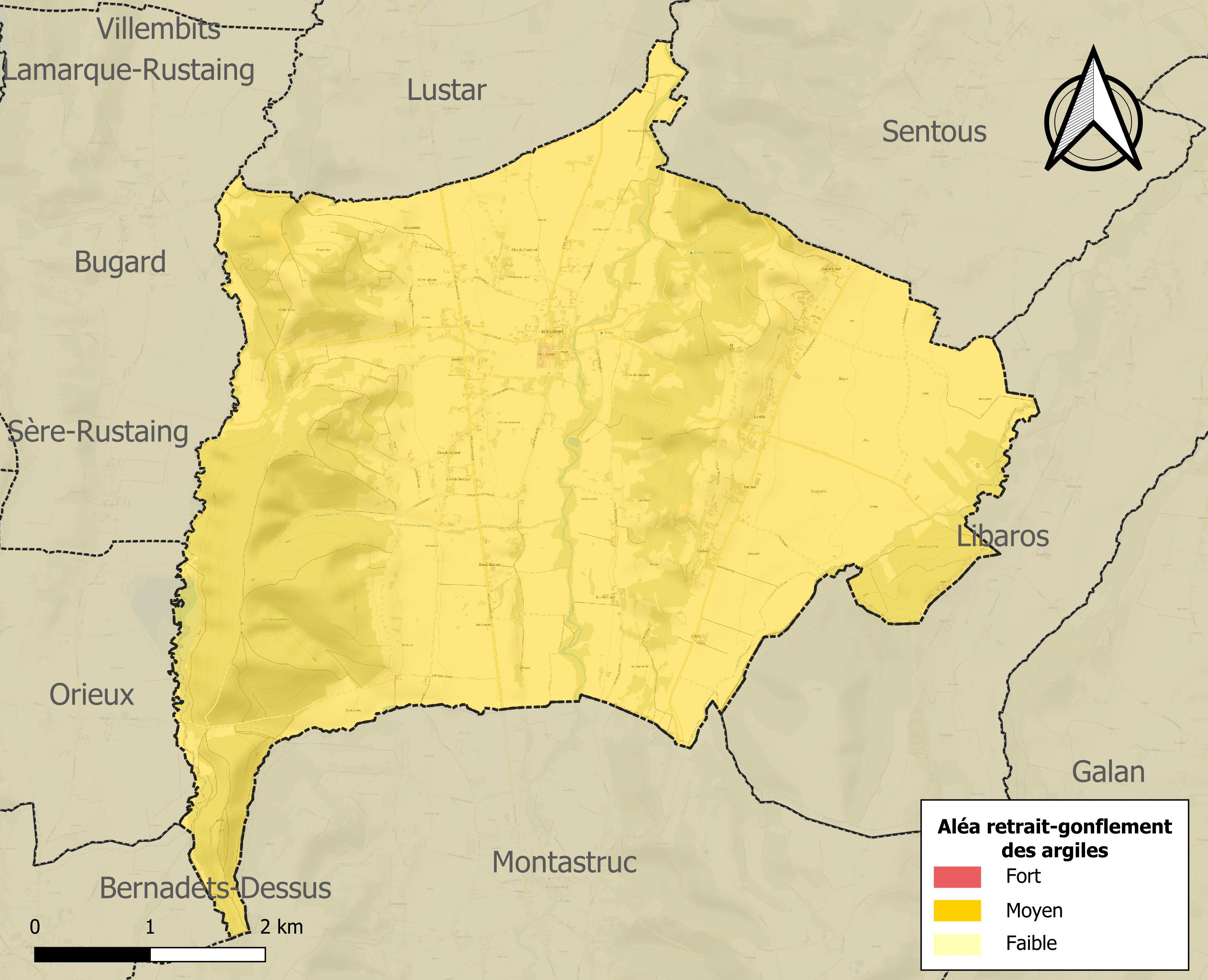
Carte des zones d'aléa retrait-gonflement des sols argileux de Bonnefont.

Les mouvements de terrains susceptibles de se produire sur la commune sont des tassements différentiels.
Le retrait-gonflement des sols argileux est susceptible d'engendrer des dommages importants aux bâtiments en cas d’alternance de périodes de sécheresse et de pluie. La totalité de la commune est en aléa moyen ou fort (44,5 % au niveau départemental et 48,5 % au niveau national). Sur les 186 bâtiments dénombrés sur la commune en 2019, 186 sont en aléa moyen ou fort, soit 100 %, à comparer aux 75 % au niveau départemental et 54 % au niveau national. Une cartographie de l'exposition du territoire national au retrait gonflement des sols argileux est disponible sur le site du BRGM,.
Par ailleurs, afin de mieux appréhender le risque d’affaissement de terrain, l'inventaire national des cavités souterraines permet de localiser celles situées sur la commune.
Concernant les mouvements de terrains, la commune a été reconnue en état de catastrophe naturelle au titre des dommages causés par la sécheresse en 1989 et par des mouvements de terrain en 1999.

## Toponymie

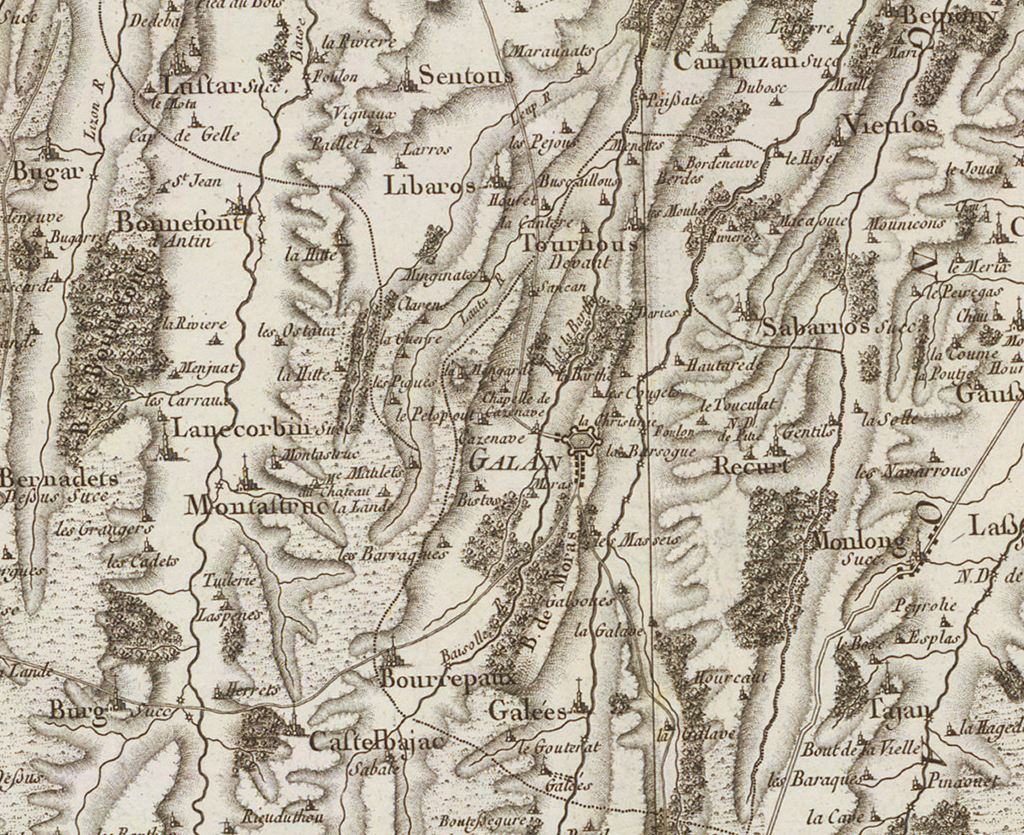
Extrait de la carte de Cassini (entre 1756 et 1789) situant Bonnefont au nord ouest de Galan

On trouvera les principales informations dans le Dictionnaire toponymique des communes des Hautes Pyrénées de Michel Grosclaude et Jean-François Le Nail qui rapporte les dénominations historiques du village :
Dénominations historiques :
- Gillelmus Bonifontis, Gillelmus de Bonofonte, latin (1211, cartulaire de Berdoues) ;
- de Bonafonte, latin (1383-1384, procuration Auch) ;
- de Bonofonte, latin (XVe s., Livre rouge Auch) ;
- Bone Font, (1429, censier de Bigorre) ;
- Bonnefont d’Antin, (1742, registres paroissiaux) ;
- Bonnefont, (fin XVIIIe siècle, carte de Cassini).

Étymologie : du gascon bona hont (= bonne fontaine)
Nom occitan : Bonahont.

## Histoire
Le château de Bonnefont était la propriété de Louis Henri de Pardaillan de Gondrin, marquis de Montespan. Le 28 janvier 1663, il épouse la très belle Françoise-Athénaïs de Rochechouard de Mortemart (Mlle de Tonnay-Charente), donc issue d'une famille de la plus haute noblesse de France. Après plusieurs années d'idylle et deux enfants, Marie Christine, morte à 12 ans, et Louis-Antoine, marquis et futur duc d'Antin (pour le remercier de sa courtisanerie effrénée et du rejet de son père, Louis XIV nomme une chaussée de Paris de son nom, c'est la chaussée d'Antin), elle devient une des dames d'honneur de Marie-Thérèse, épouse de Louis XIV. Celui-ci en tombe très amoureux et en fait sa maîtresse en 1666 ; c'est "La Montespan". Son mari se retire désespéré dans son château et est resté célèbre en refusant tout ce que le roi lui offrait - une véritable fortune (1 million de livres)-, puis un titre de duc, etc. - pour qu'il cesse ses attaques répétées contre le roi (il s'est présenté un jour devant lui à Saint-Germain-en-Laye et l'a insulté, ce qui lui a valu un emprisonnement à Fort-l'Évêque, puis l'exil dans ses terres) et ses moqueries (il avait organisé à Bonnefont "l'enterrement de son amour", avec tous les rites funéraires, dont une messe à l'église du village ; il avait également peint son carrosse en noir et l'avait orné à chaque coin du toit d'immenses bois de cerf, qu'il avait également ajoutés à ses armoiries de marquis). Lorsqu'en 1691, Louis XIV envoie Madame de Montespan dans un couvent pour la remplacer par Madame de Maintenon, gouvernante des 7 enfants qu'il a eus avec Françoise, elle supplie son mari de la reprendre, mais il refuse malgré l'amour qu'il lui porte encore. Il décède à Bonnefont, où il est enterré dans le cimetière municipal, le  1er décembre 1691, resté inconsolable de l'abandon de sa femme bien-aimée (il signait toutes ses lettres " Louis Henri de Pardaillan, marquis de Montespan, époux séparé quoiqu'inséparable"). La Montespan décède le 27 mai 1707.
En 1915, le château devient un camp d'internement pour prisonniers allemands. Il est ensuite transformé en collège.

### Cadastre napoléonien de Bonnefont
Le plan cadastral napoléonien de Bonnefont est consultable sur le site des archives départementales des Hautes-Pyrénées.

## Politique et administration

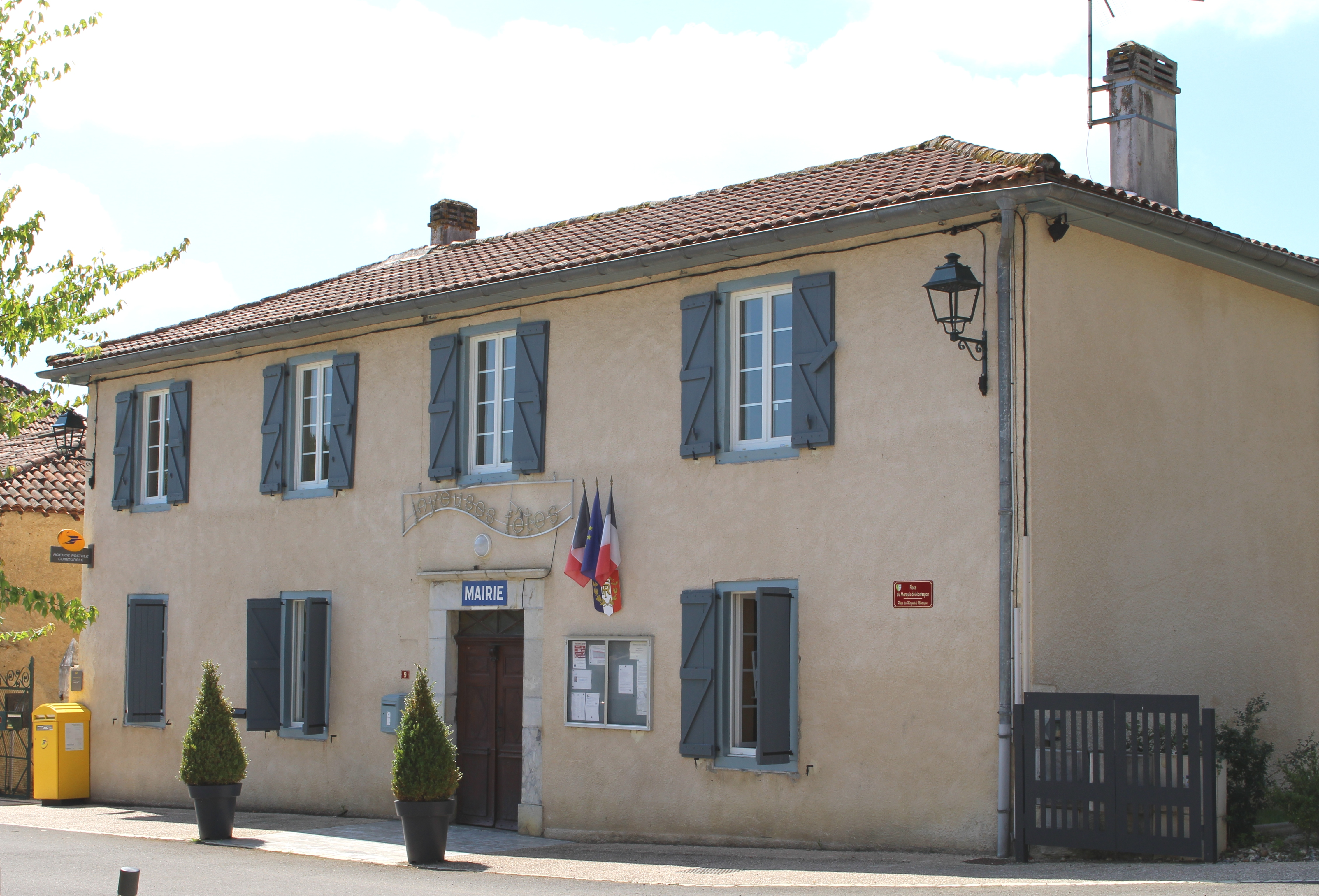
La mairie en 2016.

### Liste des maires
| Période                                  | Période   | Identité                     | Étiquette | Qualité |
| ---------------------------------------- | --------- | ---------------------------- | --------- | ------- |
| Les données manquantes sont à compléter. |           |                              |           |         |
|                                          |           |                              |           |         |
| mars 1995                                | mars 2001 | France Fourcade              |           |         |
| mars 2001                                | en cours  | Anne-Marie Bruzeaud- Soucaze | DVG       |         |

### Rattachements administratifs et électoraux

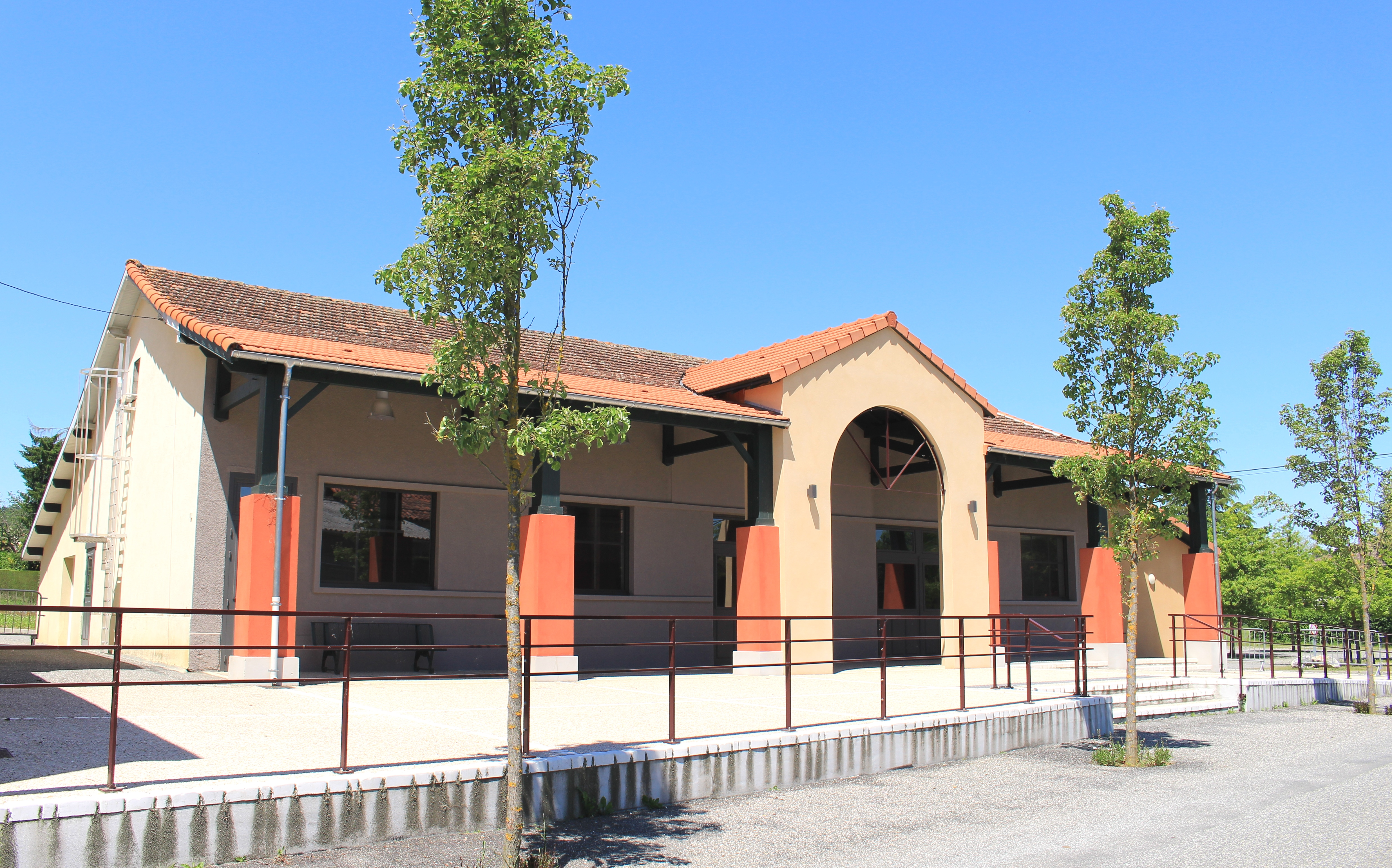
Le foyer rural en 2019.

#### Historique administratif
Pays de Bigorre, quarteron de Rabastens, baronnie d'Antin, canton de Tournay, Galan (depuis 1790), Trie (1801-2014).

#### Intercommunalité
Bonnefont appartient à la communauté de communes du Pays de Trie et du Magnoac créée en janvier 2017 et qui réunit 50 communes.

### Services publics
La commune de  Bonnefont dispose d'une agence postale.

## Population et société

### Démographie

#### Évolution démographique

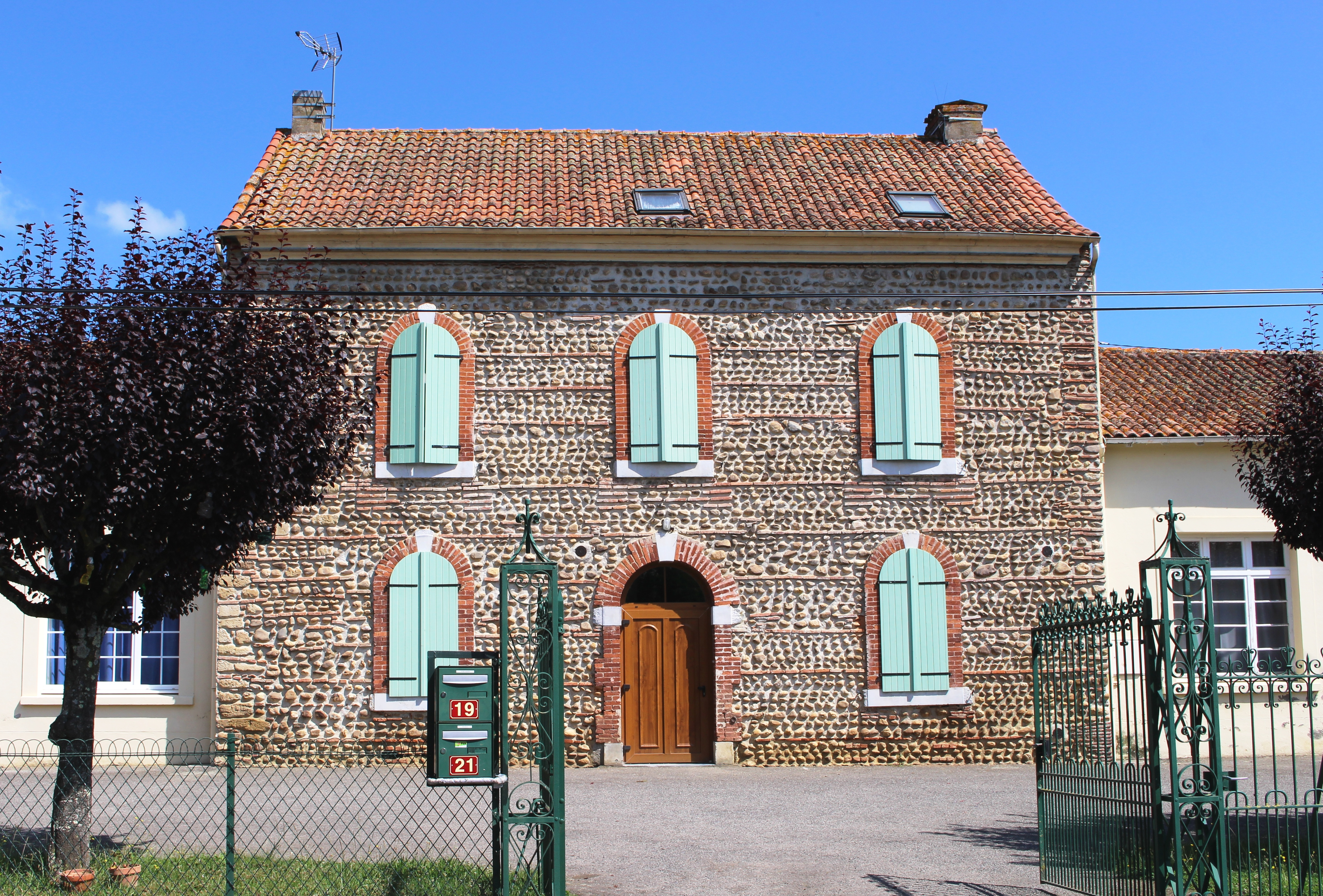
L’école maternelle en 2016.

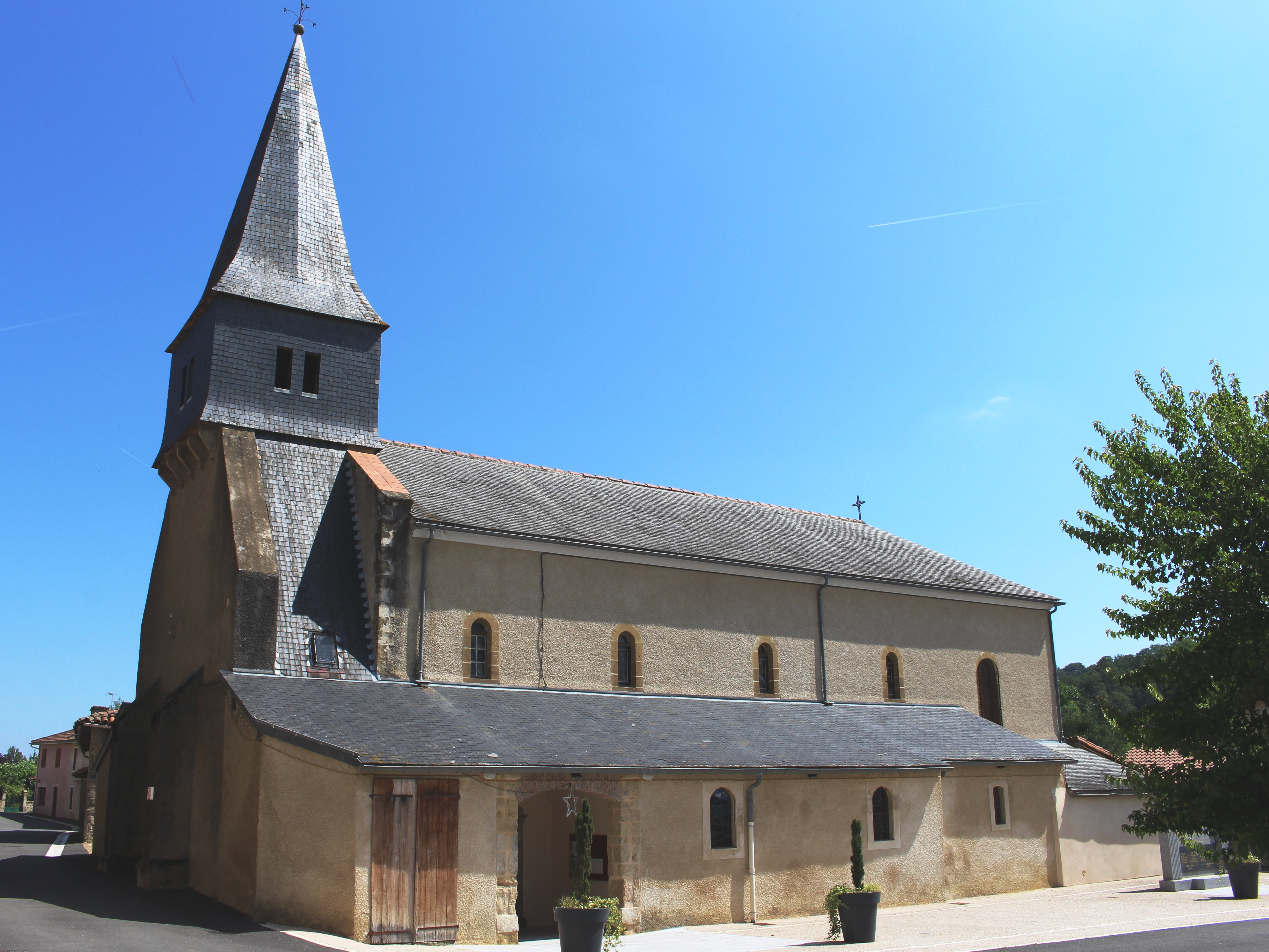
L'église Saint-Félix en 2016.

| 1793 | 1800 | 1806 | 1821 | 1831 | 1836  | 1841  | 1846  | 1851  |
| ---- | ---- | ---- | ---- | ---- | ----- | ----- | ----- | ----- |
| 821  | 725  | 872  | 896  | 960  | 1 019 | 1 023 | 1 000 | 1 150 |

| 1856  | 1861 | 1866  | 1876 | 1881 | 1886 | 1891 | 1896 | 1901 |
| ----- | ---- | ----- | ---- | ---- | ---- | ---- | ---- | ---- |
| 1 075 | 919  | 1 111 | 932  | 897  | 929  | 851  | 792  | 745  |

| 1906 | 1911 | 1921 | 1926 | 1931 | 1936 | 1946 | 1954 | 1962 |
| ---- | ---- | ---- | ---- | ---- | ---- | ---- | ---- | ---- |
| 698  | 709  | 647  | 644  | 593  | 583  | 576  | 507  | 505  |

| 1968 | 1975 | 1982 | 1990 | 1999 | 2006 | 2008 | 2013 | 2018 |
| ---- | ---- | ---- | ---- | ---- | ---- | ---- | ---- | ---- |
| 463  | 422  | 313  | 358  | 313  | 344  | 353  | 349  | 331  |

| 2022 | - | - | - | - | - | - | - | - |
| ---- | - | - | - | - | - | - | - | - |
| 319  | - | - | - | - | - | - | - | - |

### Enseignement
La commune dépend de l'académie de Toulouse. Elle dispose d’une école en 2017.
- École maternelle.

## Économie

### Revenus
En 2018, la commune compte 127 ménages fiscaux, regroupant 247 personnes. La médiane du revenu disponible par unité de consommation est de 20 170 € (20 420 € dans le département).

### Emploi
|                | 2008  | 2013  | 2018  |
| -------------- | ----- | ----- | ----- |
| Commune        | 3 %   | 1,3 % | 5,1 % |
| Département    | 7,7 % | 9,4 % | 9,8 % |
| France entière | 8,3 % | 10 %  | 10 %  |

En 2018, la population âgée de 15 à 64 ans s'élève à 216 personnes, parmi lesquelles on compte 64,4 % d'actifs (59,3 % ayant un emploi et 5,1 % de chômeurs) et 35,6 % d'inactifs,. Depuis 2008, le taux de chômage communal (au sens du recensement) des 15-64 ans est inférieur à celui de la France et du département.
La commune est hors attraction des villes,. Elle compte 136 emplois en 2018, contre 133 en 2013 et 144 en 2008. Le nombre d'actifs ayant un emploi résidant dans la commune est de 128, soit un indicateur de concentration d'emploi de 106,3 % et un taux d'activité parmi les 15 ans ou plus de 45,7 %.
Sur ces 128 actifs de 15 ans ou plus ayant un emploi, 33 travaillent dans la commune, soit 26 % des habitants. Pour se rendre au travail, 71,9 % des habitants utilisent un véhicule personnel ou de fonction à quatre roues, 11,7 % les transports en commun, 6,3 % s'y rendent en deux-roues, à vélo ou à pied et 10,2 % n'ont pas besoin de transport (travail au domicile).

Sélection de vues diverses
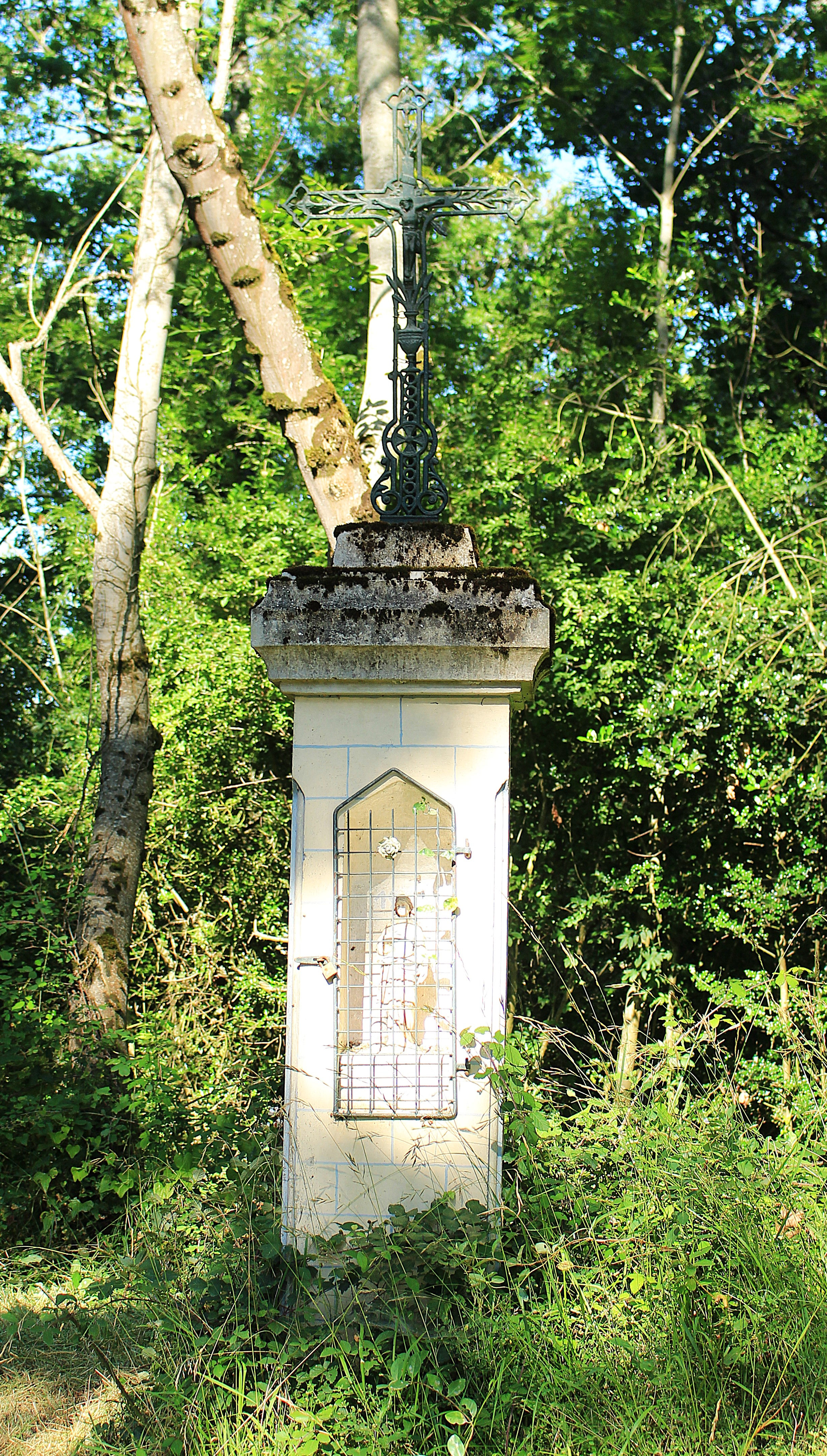
L'oratoire.
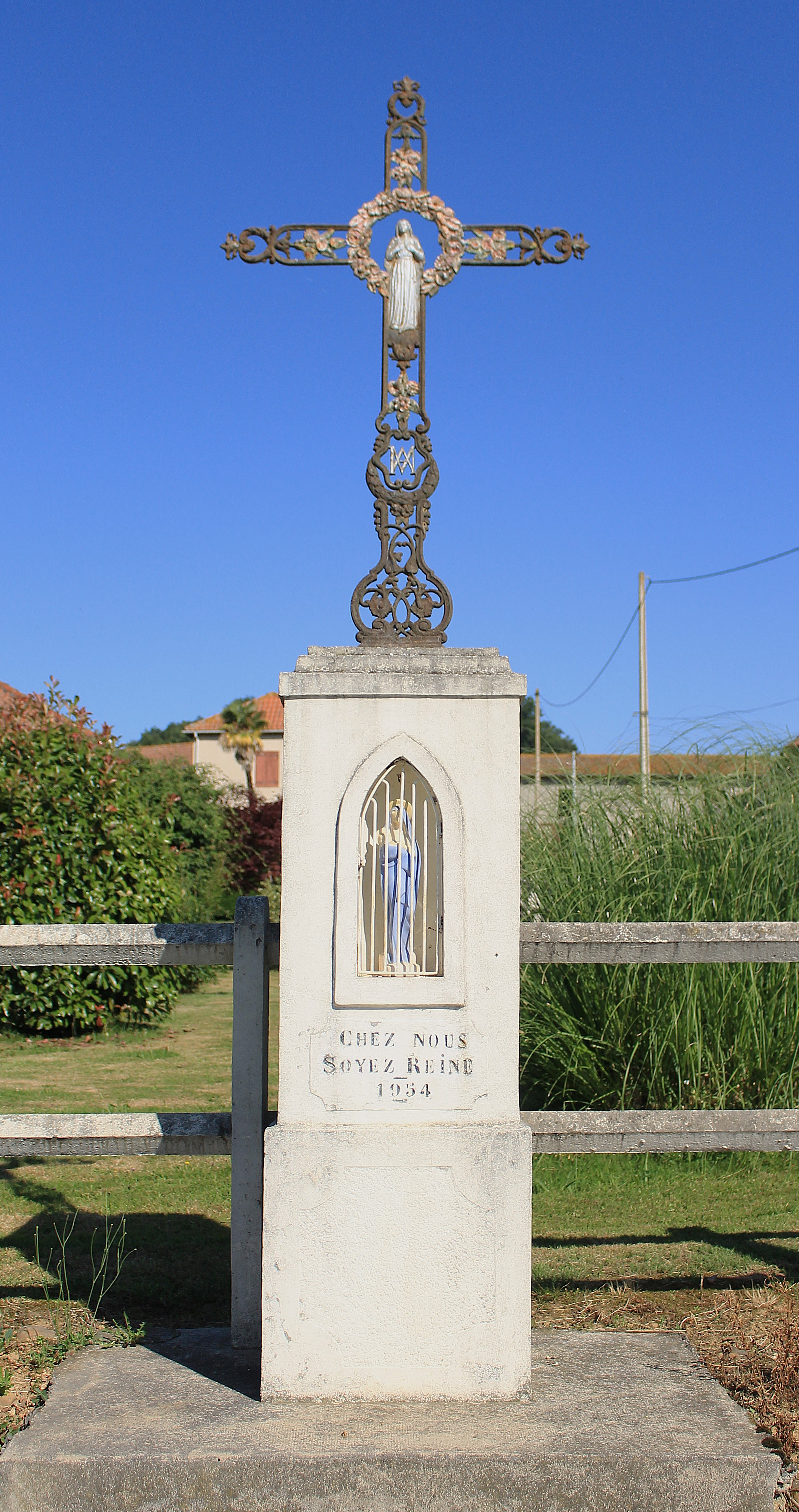
L'oratoire de Lahitte.
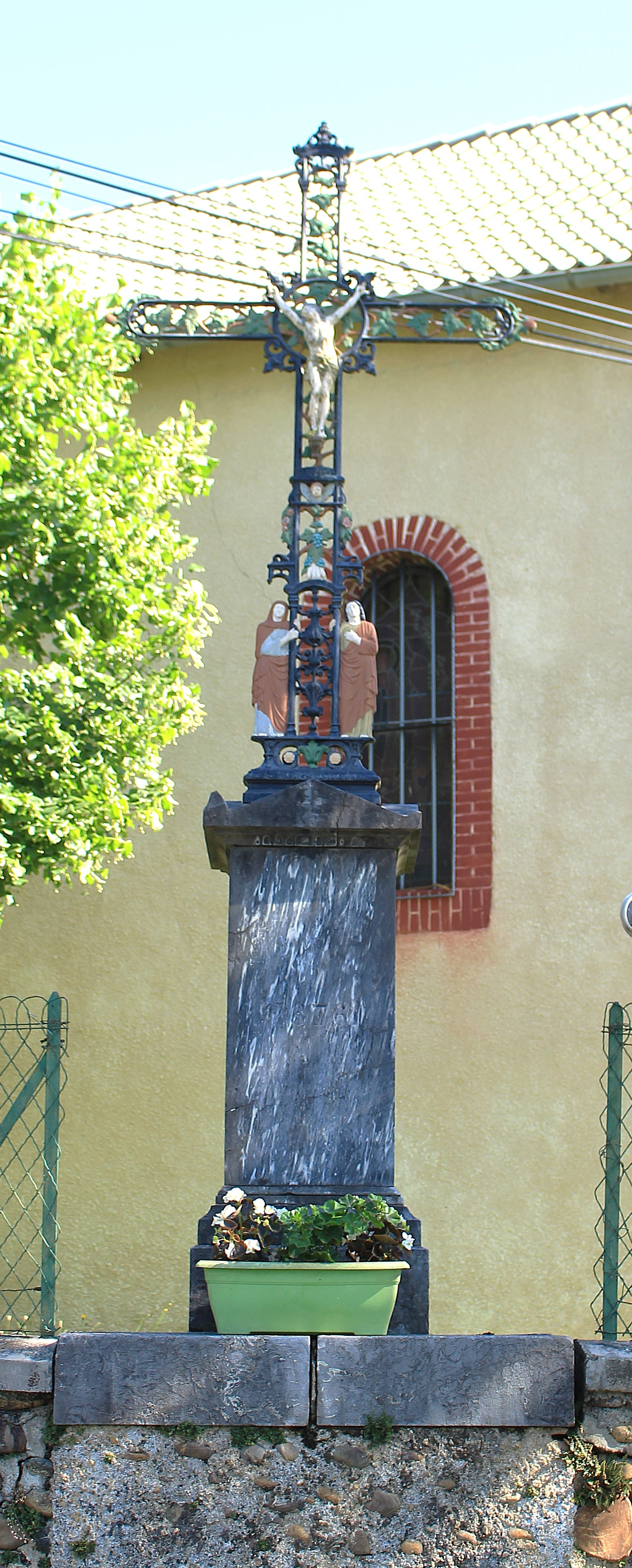
Une croix.

## Culture locale et patrimoine

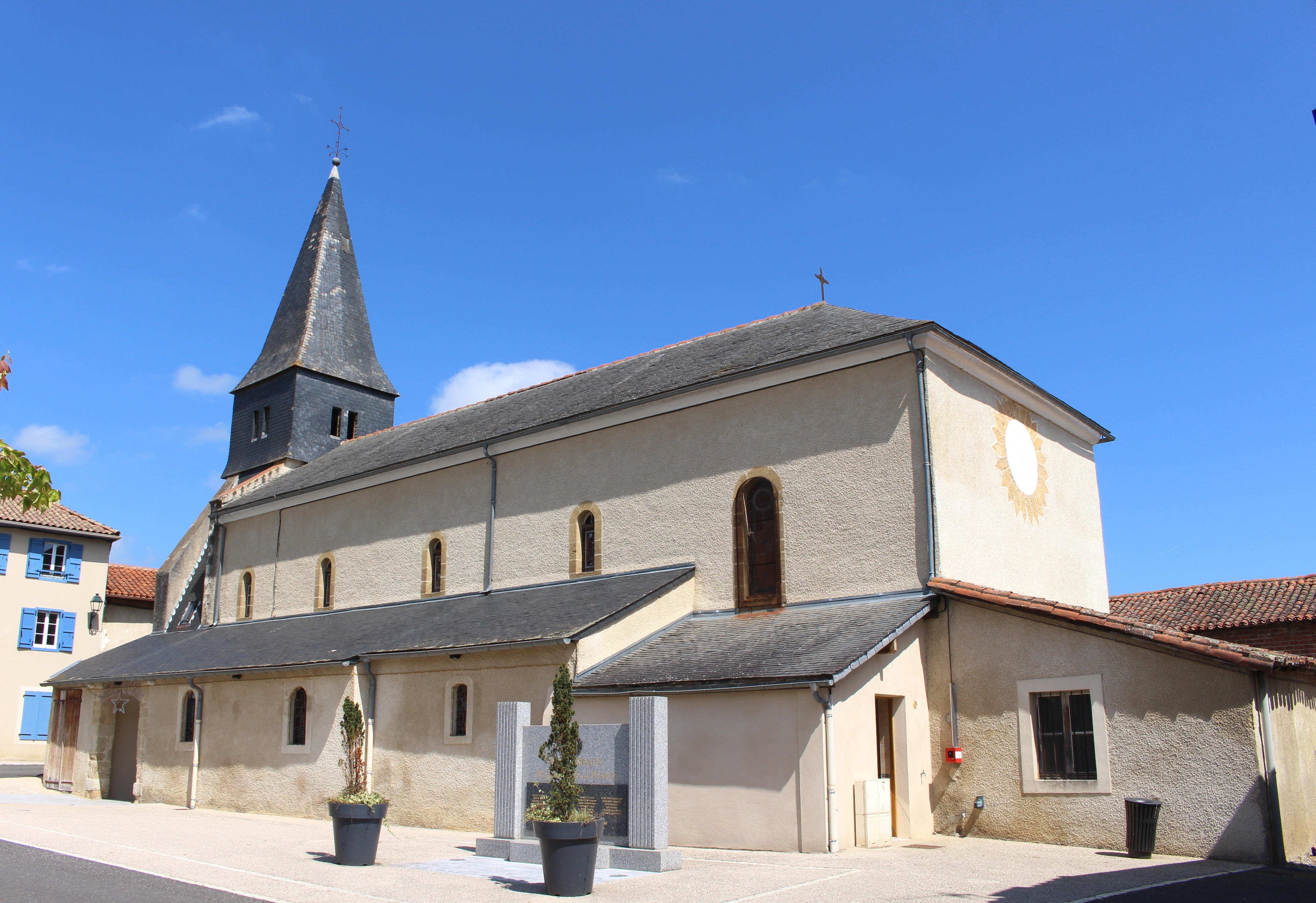
L'église Saint-Félix en 2016.

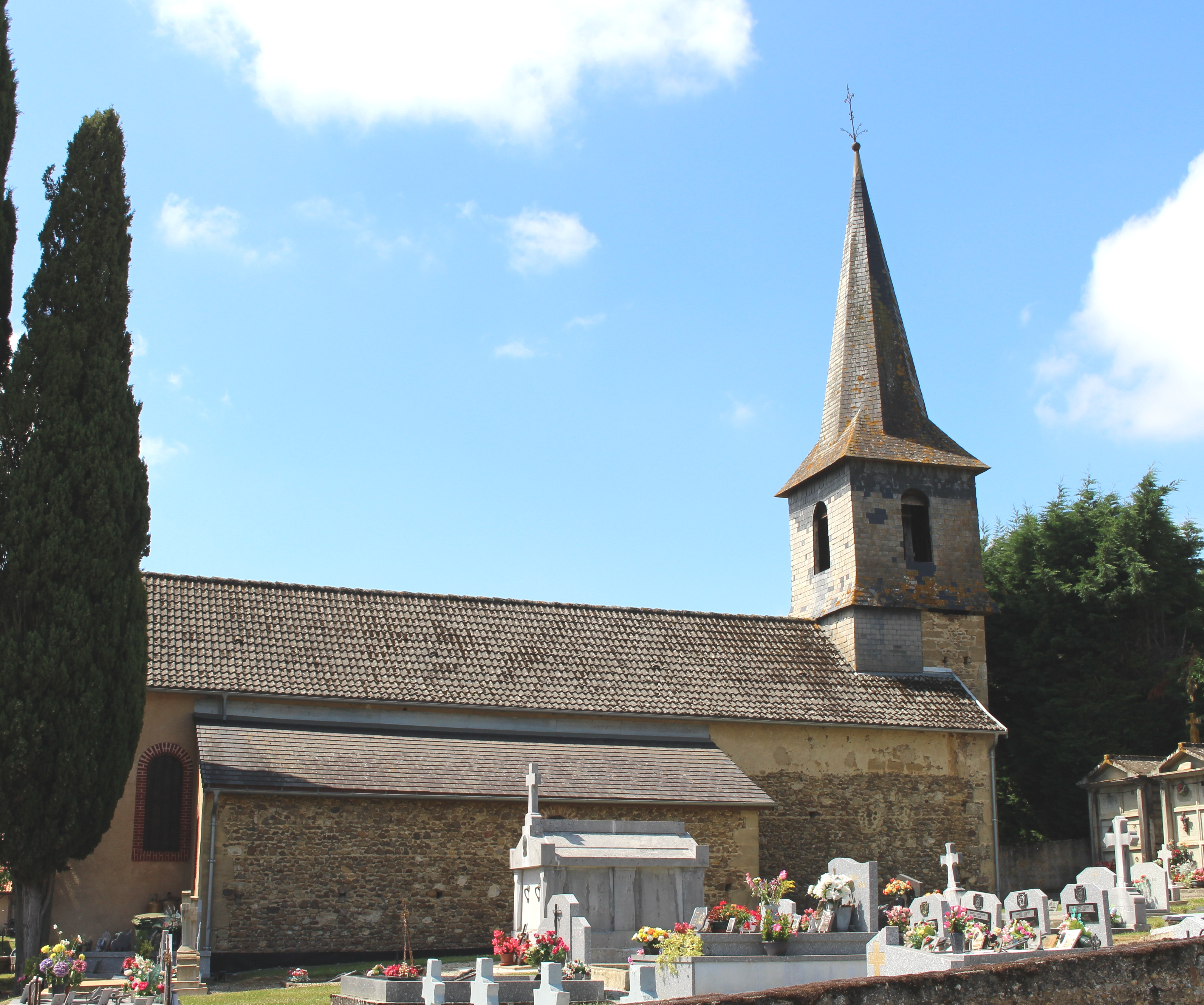
L'église de la Nativité-de-la-Sainte-Vierge.

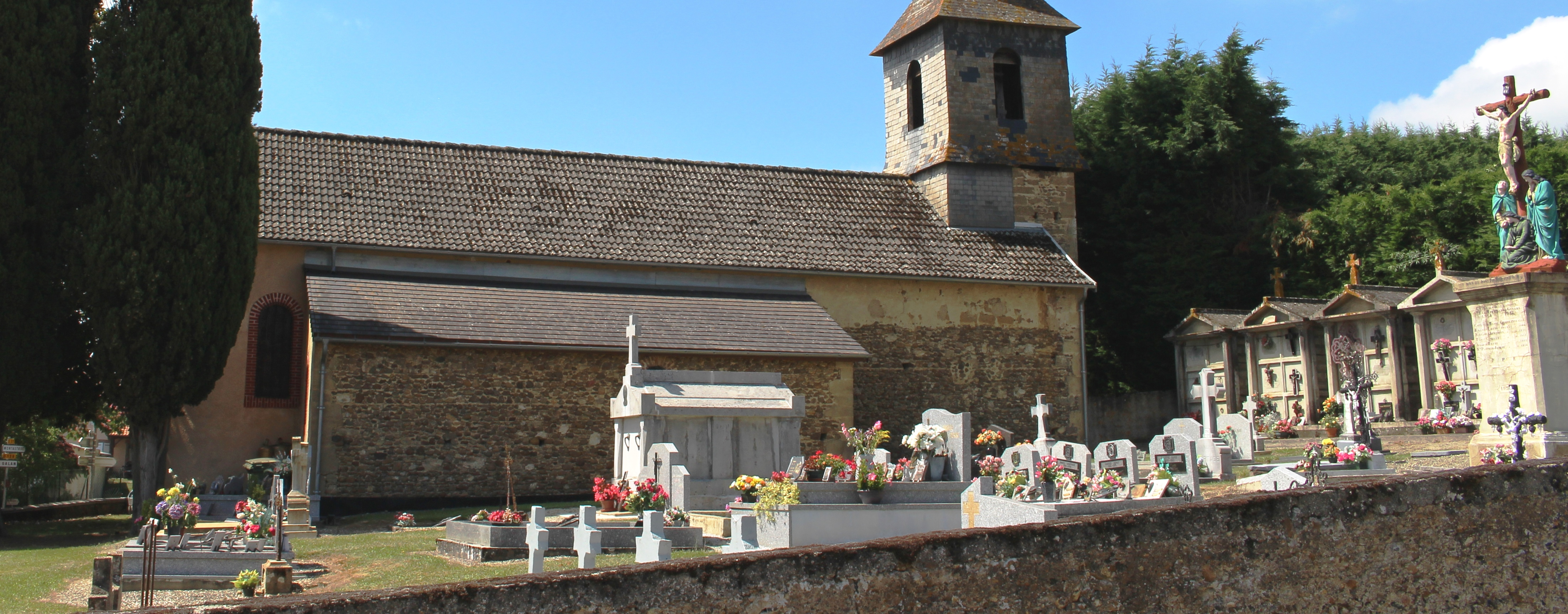
Le cimetière.

### Lieux et monuments
- Église Saint-Félix de Bonnefont.

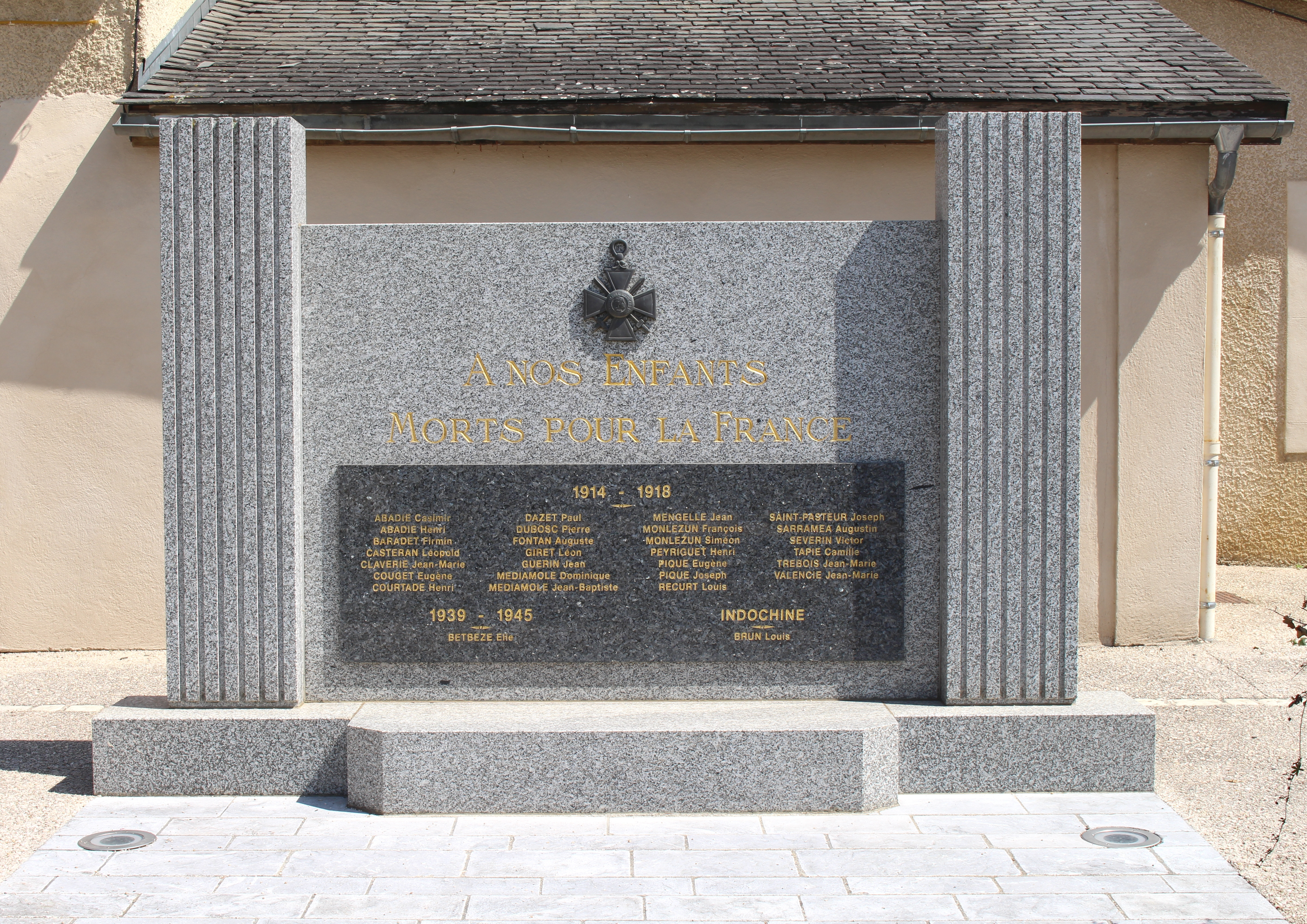
Le monument aux morts municipal.

- Église de la Nativité-de-la-Sainte-Vierge de La Hitte.

### Personnalités liées à la commune
Louis Henri de Pardaillan de Gondrin, marquis de Montespan, né le 5 septembre 1640 et mort en 1701 vécut dans le château de Bonnefont.

### Héraldique
| Blason | Blasonnement : Parti : au 1er d’or à la clef de sable surmontée d’une couronne de vicomte du même, au 2e d’argent à trois tourteaux de gueules. |